# Bratislava Monarchs 2018
Questa voce raccoglie le informazioni riguardanti i Bratislava Monarchs nelle competizioni ufficiali della stagione 2018.

## Austrian Football League 2018

### Stagione regolare
| Innsbruck 24 marzo 2018, ore 15:00 | Tirol Raiders | 65 – 6 (20-0 24-6 14-0 7-0) referto | Bratislava Monarchs | Tivoli-Neu Stadion (1950 spett.) |

| Traun 31 marzo 2018, ore 17:00 | Traun Steelsharks | 47 – 15 (21-0 6-7 14-0 6-8) referto | Bratislava Monarchs | Trauner Stadion (1100 spett.) |

| Dúbravka 8 aprile 2018, ore 14:00 | Bratislava Monarchs | 14 – 49 (0-7 7-14 7-7 0-21) referto | AFC Rangers Mödling | Stadion SKP Dubravka |

| Dúbravka 15 aprile 2018, ore 14:00 | Bratislava Monarchs | 7 – 24 (7-7 0-7 0-3 0-7) referto | Graz Giants | Stadion SKP Dubravka (250 spett.) |

| Dúbravka 22 aprile 2018, ore 14:00 CEST | Bratislava Monarchs | 36 – 28 (14-7 7-0 7-6 8-15) referto | Traun Steelsharks | Stadion SKP Dubravka |

| Vienna 6 maggio 2018, ore 15:00 | Danube Dragons | 30 – 27 (7-14 0-6 16-0 7-7) referto | Bratislava Monarchs | Stadion Stadlau (1000 spett.) |

| Ivančna Gorica 12 maggio 2018, ore 15:00 CEST | Ljubljana Silverhawks | 42 – 20 (7-12 28-8 7-0 0-0) referto | Bratislava Monarchs | Stadion |

| Dúbravka 27 maggio 2018, ore 14:00 CEST | Bratislava Monarchs | 12 – 38 (0-7 12-14 0-14 0-3) referto | Danube Dragons | Stadion SKP Dubravka |

| Dúbravka 3 giugno 2018, ore 14:00 CEST | Bratislava Monarchs | 7 – 64 (7-17 0-30 0-0 0-17) referto | Vienna Vikings | Stadion SKP Dubravka |

| Mödling 16 giugno 2018, ore 15:00 CEST | AFC Rangers Mödling | 35 – 28 (6-7 8-7 14-0 7-7) referto | Bratislava Monarchs | Stadion Mödling |

## Statistiche di squadra
| Competizione      | %Vittorie | In casa | In casa | In casa | In casa | In casa | In casa | In trasferta | In trasferta | In trasferta | In trasferta | In trasferta | In trasferta | Totale | Totale | Totale | Totale | Totale | Totale |
| Competizione      | %Vittorie | G       | V       | N       | P       | Pf      | Ps      | G            | V            | N            | P            | Pf           | Ps           | G      | V      | N      | P      | Pf     | Ps     |
| ----------------- | --------- | ------- | ------- | ------- | ------- | ------- | ------- | ------------ | ------------ | ------------ | ------------ | ------------ | ------------ | ------ | ------ | ------ | ------ | ------ | ------ |
| Stagione regolare | .100      | 5       | 1       | 0       | 4       | 76      | 203     | 5            | 0            | 0            | 5            | 96           | 219          | 10     | 1      | 0      | 9      | 172    | 422    |
| Totale            | .100      | 5       | 1       | 0       | 4       | 76      | 203     | 5            | 0            | 0            | 5            | 96           | 219          | 10     | 1      | 0      | 9      | 172    | 422    |